# Luciosudis normani
Merlucette de Norman
Genre
Espèce
Statut de conservation UICN

 LC 21 mai 2013 : Préoccupation mineure
Luciosudis normani, la Merlucette de Norman, unique représentant du genre Luciosudis, est une espèce de poisson osseux marin de la famille des Notosudidae.

## Systématique
L'espèce Luciosudis normani a été décrite pour la première fois en 1931 par le zoologiste britannique Alec Fraser-Brunner (d).

## Description
Luciosudis normani possède un corps allongé qui peut atteindre 20,7 cm et dont l'holotype mesure 50 mm.

## Répartition
Luciosudis normani se trouve dans les océans Pacifique, Atlantique et Indien, uniquement dans l’hémisphère sud, à des profondeurs variant entre 100 et 1 500 m.

## Étymologie
Le genre Luciosudis, du latin lucius « pic » et sudis, « brochet » est en référence à son apparence proche des brochets, qui a donné son nom à la famille Notosudidae.
Son épithète spécifique, normani, est un hommage à l’ichtyologue britannique John Roxborough Norman.

## Publication originale
- (en) A Fraser-Brunner, « XXVIII.—Some interesting West African Fishes, with descriptions of a new genus and two new species », Annals and Magazine of Natural History, Londres, vol. 8, no 45,‎ 1931, p. 220 à 223 (ISSN 0374-5481, OCLC 1481361, DOI 10.1080/00222933108673386, lire en ligne).